# Targi Kantońskie
Targi Kantońskie, oficjalna nazwa: Chińskie Targi Importowo-Eksportowe (China Import and Export Fair, chin. trad. 廣交會, chin. upr. 广交会, pinyin Guǎng Jiāo Huì) – największe targi w Chinach, odbywające się od 1957 w Kantonie dwa razy do roku, wiosną i jesienią, o znaczeniu międzynarodowym.
Organizowane są przez Chińskie Centrum Handlu Zagranicznego (China Foreign Trade Centre), pod auspicjami Ministerstwa Handlu oraz władz prowincji. Do 2007 ich nazwa była inna – Chińskie Targi Towarów Eksportowych (Chinese Export Commodities Fair).

## Istota targów
Udział największych chińskich eksporterów, fabryk, instytucji badawczych, przedsiębiorstw o kapitale zagranicznym, przedsiębiorstw prywatnych itd.

## Funkcje targów
Targi są głównie proeksportowe. Pozostałe funkcje to m.in. współpraca ekonomiczno-techniczna, sprawy ubezpieczeń, transportu, reklamy, konsultacje.

## Podstawowe dane
Pierwsza edycja: kwiecień 1957
Częstotliwość: dwie edycje rocznie, trzy fazy w edycji
Edycja wiosenna – faza 1: 15–19 kwietnia, faza 2: 23–27 kwietnia, faza 3: 1–5 maja
Edycja jesienna – faza 1: 15–19 października, faza 2: 23–27 października, faza 3: 31 października – 4 listopada
Czas trwania: 5 dni każdej fazy, 3 fazy w edycji
Miejsce: Chinese Export Commodities Fair (Pazhou) Complex (adres: Xingang Dong Rd, Haizhu, Guangzhou, China)
Całkowita powierzchnia targów: 560,000 m²
Liczba stoisk: 28,010 stoisk (97 edycja)
Różnorodność towarów: ponad 150,000
Obrót handlowy: 29,230 mln dol. USA (97 edycja)
Liczba prezentowanych krajów i regionów: 210 (97 edycja)
Liczba odwiedzających: 195,464 (97 edycja)
Wystawcy: 12,279 wystawców (97 edycja)